# Johannes Mogatæus
Johannes Mogatæus, född 1640 i Mogata församling, Östergötlands län död 1690 i Linköping, Östergötlands län, var en svensk borgmästare.

## Biografi
Mogatæus föddes 1640 i Mogata församling. Han var son till kyrkoherden Olavus Bjässe (1593-1654) i Mogata församling. Mogatæus blev 1661 student vid Uppsala universitet och blev 1676 borgmästare i Linköping. Han avled 1690 och begravdes  19 december samma år.